# Benjamin Gault
Pour les articles homonymes, voir Gault.
 Benjamin Gault , baron de Benneval, né le 7 mai 1772 à Tours (Indre-et-Loire), mort le 6 avril 1813 à Dantzig (Pologne), est un général français de la Révolution et de l’Empire.

## États de service
Il entre en service le 25 septembre 1791, comme sous-lieutenant au 75e régiment d’infanterie, il passe lieutenant le 16 mars 1792. Il fait les campagnes de 1792 à l’armée des Alpes, et celles de 1793 à l’armée du Rhin. Le 11 septembre 1793, il est remplacé comme absent par ordre des représentants du peuple.
Le 31 mars 1794, il est adjoint aux adjudants-généraux, et le 30 juin 1794, il est réintégré et incorporé à la 13e demi-brigade d’infanterie, et il est nommé capitaine le 19 juin 1795. Il sert successivement à l’armée des Côtes de Brest, de Sambre-et-Meuse, avant de rejoindre l’armée des Alpes et d’Italie. Par arrêté du 25 mars 1799, il passe dans l’arme de la cavalerie, et le 15 avril 1799, il est affecté comme capitaine au 10e régiment de dragons.
Le 20 juin 1804, il prend les fonctions d’aide de camp du maréchal Bernadotte. Il est créé baron de l’Empire le 20 juillet 1808, avec une dotation de 4 000 francs, il est fait officier de la Légion d’honneur le 22 novembre 1808, et commandeur du même ordre le 23 juin 1810.
Il est promu général de brigade le 6 août 1811. En 1812, il fait la campagne de Russie, et le 22 juillet 1812, il commande la 3e brigade de la 30e division du général Heudelet. En 1813, lors de la campagne d’Allemagne, il se retrouve enfermé dans Dantzig, et le 6 avril 1813, il y succombe aux fatigues éprouvées par cette guerre. 

## Dotation
- Le 17 mars 1808, donataire d’une rente de 4 000 francs sur les biens réservés en Hanovre.

## Armoiries
| Figure | Nom du baron et blasonnement |
| ------ | --- |
|        | Armes du baron Benjamin Gault de Benneval et de l'Empire, décret du 19 mars 1808, lettres patentes du 20 juillet 1808, commandeur de la Légion d'honneur D'or au casque et sabre antiques de sable croisés, quartier des barons militaires - Livrées : noir nuancé, blanc, verd, le verd dans les bordures seulement. |

## Sources
- (en) « Generals Who Served in the French Army during the Period 1789 - 1814: Eberle to Exelmans »
- Thierry Pouliquen, « Les généraux français et étrangers ayant servis [sic] dans la Grande Armée » (consulté le 3 décembre 2013)
- « Cote LH/1092/22 », base Léonore, ministère français de la Culture
- Docteur Robinet, Jean-François Eugène et J. Le Chapelain, Dictionnaire historique et biographique de la révolution et de l'empire, 1789-1815, volume 2, Librairie Historique de la révolution et de l’empire, 886 p. (lire en ligne), p. 24.
- « La noblesse d’Empire » (consulté le 4 décembre 2013)
- Vicomte Révérend, Armorial du Premier Empire, tome 2, Honoré Champion, libraire, Paris, 1897, p. 215.
- Ressource relative à la vie publique :   - base Léonore